# Eotriceratops xerinsularis
L'eotriceratopo (Eotriceratops xerinsularis) è un dinosauro erbivoro appartenente ai ceratopsidi, o dinosauri cornuti. Visse nel Cretaceo superiore (Maastrichtiano, circa 67 milioni di anni fa). I suoi resti fossili sono stati ritrovati in Nordamerica (Alberta), e si suppone che potesse essere un antenato del Triceratops.

## Descrizione
Questo dinosauro è conosciuto per uno scheletro incompleto e disarticolato, ritrovato nel Dry Island Buffalo Jump Provincial Park nell'Alberta meridionale. Lo scheletro include parte di un cranio dotato di collare posteriore, grandi corna sopraorbitali e un piccolo corno sopra la regione del naso, molto simile a quello del Triceratops. Oltre al cranio sono state ritrovate anche alcune vertebre del collo e del dorso, e alcune costole. Il cranio era lungo circa tre metri ed è uno dei più grandi crani di un animale terrestre (assieme a quelli di altri ceratopsidi, Pentaceratops e Torosaurus). Le corna sopra gli occhi raggiungevano una lunghezza di 80 centimetri ed erano ricurve in avanti, mentre erano presenti nella regione delle guance due sporgenze molto pronunciate, formate dalle ossa jugali. L'animale intero doveva raggiungere una lunghezza di circa 10 metri, ed era quindi uno dei più grandi ceratopsidi.

## Classificazione

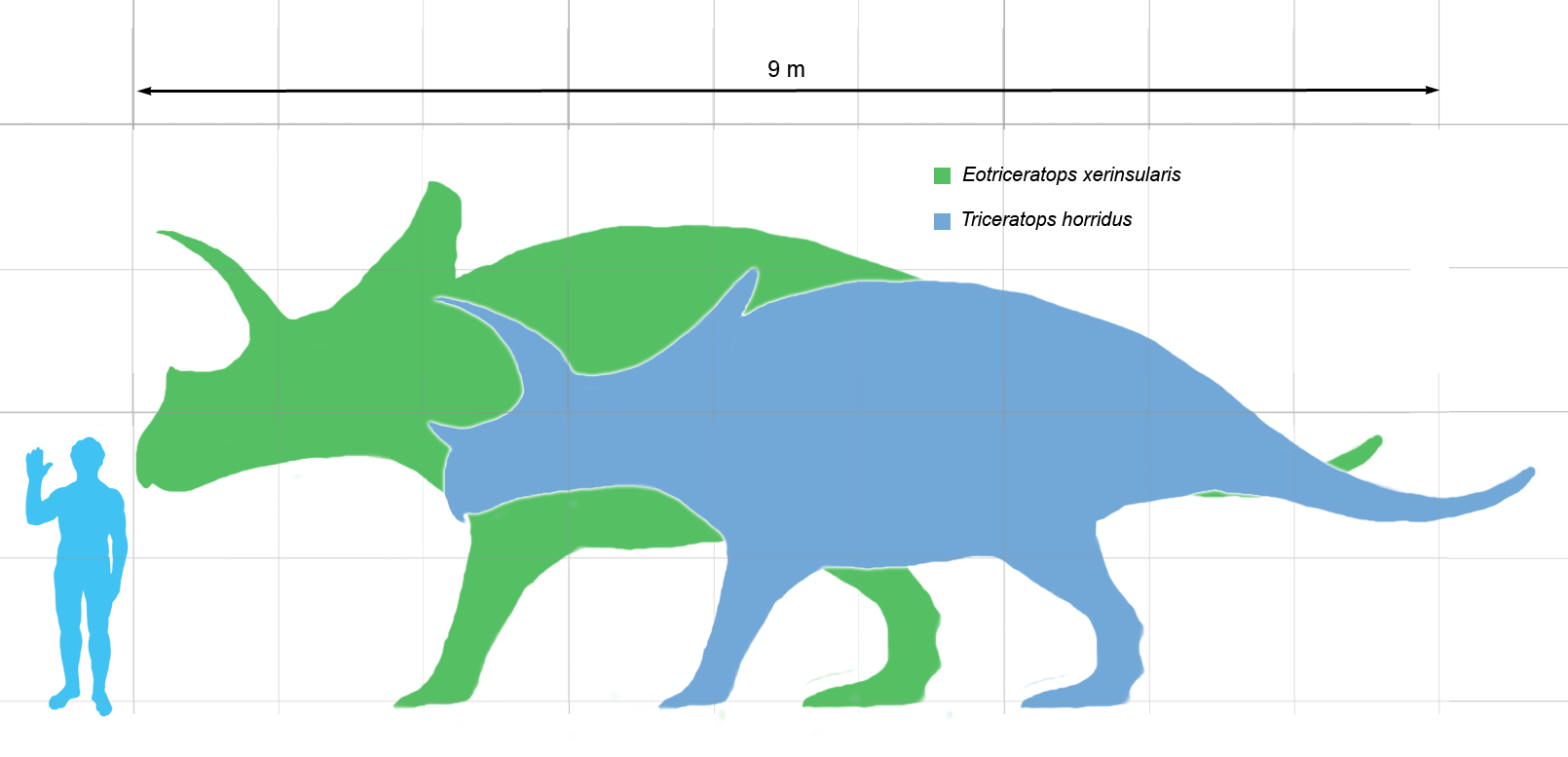
Scala dimensionale di Eotriceratops (in verde la silhouette ipotizzata), a confronto con un Triceratops e un uomo

Descritto per la prima volta nel 2007, Eotriceratops è stato assegnato alla sottofamiglia Chasmosaurinae nella famiglia dei ceratopsidi. In particolare, alcune sue caratteristiche fanno supporre che fosse uno stretto parente di Triceratops o forse un suo diretto antenato. Differisce tuttavia dagli altri casmosaurini in alcuni dettagli del collare: le ossa epoccipitali, che circondavano il collare e si protendevano da esso, erano allungate e appiattite, simili (ma non identiche) a quelle di Torosaurus utahensis; era presente, inoltre, un processo verticale della premascella che toccava le ossa nasali. Alcuni esemplari di Triceratops possiedono una struttura simile, ma non così alta.

## Paleobiologia
I fossili sono stati ritrovati in uno scisto e gran parte delle ossa si sono fracassate. In ogni caso, sembra che sul cranio vi siano segni di morsi vicino alla regione dell'occhio sinistro, proprio alla base del corno. È possibile che qualche predatore si sia nutrito della carcassa dell'esemplare.